# Adaptation hédonique
 (juin 2018).
L’adaptation hédonique (ou tapis-roulant hédonique, traduction littérale de l'anglais « hedonic treadmill ») est la tendance observée des humains à revenir rapidement à un niveau de bonheur relativement stable en dépit d'événements positifs ou négatifs majeurs ou de changements importants dans leur vie. Selon cette thèse, quand une personne gagne plus d'argent, les attentes et les désirs augmentent conjointement, ce qui n'entraîne aucun gain permanent de bonheur.
Brickman et Campbell ont inventé le terme dans leur essai Hedonic Relativism and Planning the Good Society (littéralement : « Relativisme hédonique et planification de la bonne société ») en 1971. À la fin des années 1990, Michael Eysenck (en), un psychologue britannique, a modifié le concept pour en faire l’actuelle « théorie de l'adaptation hédonique » qui compare la poursuite du bonheur à celle d'un individu dans une roue de hamster (ou sur un tapis roulant), qui doit sans cesse continuer à marcher pour maintenir son niveau de bonheur.
Le concept remonte à des siècles et se trouve déjà chez Saint Augustin, cité dans L'Anatomie de la mélancolie (The Anatomy of melancholy) de Robert Burton en 1621 : « Le désir n'a pas de repos, il est infini en soi, sans fin, et certains l’ont décrit comme une crémaillère perpétuelle ou un moulin à chevaux. »
La notion de « point de repère hédonique » (ou de « bonheur ») a suscité de l'intérêt dans le domaine de la psychologie positive où elle a été développée et révisée plus avant. Cette discipline s'est préoccupée de la découverte d’éléments qui peuvent conduire à des changements durables dans les niveaux de bonheur.

## Aperçu
L'adaptation hédonique est un processus ou un mécanisme qui réduit l'impact affectif des événements émotionnels. Généralement, l'adaptation hédonique implique un « point de référence » du bonheur, par lequel les humains maintiennent un niveau constant de bonheur tout au long de leur vie, malgré les événements qui se produisent dans leur environnement,[réf. incomplète]. Le processus d'adaptation hédonique est souvent conceptualisé comme un tapis roulant, puisqu'il faut continuellement travailler pour maintenir un certain niveau de bonheur. D'autres conceptualisent l'adaptation hédonique comme fonctionnant de manière similaire à un thermostat (un système de rétroaction négative) qui fonctionne pour maintenir le point de consigne du bonheur d'un individu. L'une des principales préoccupations de la psychologie positive est de déterminer comment maintenir ou élever « son point d’équilibre du bonheur », et de plus, quel genre de pratiques mènent à un bonheur durable.
L'adaptation hédonique peut se produire de diverses façons. Généralement, le processus implique des changements cognitifs, tels que des modifications de valeurs, d’objectifs, d'attention et d'interprétation d'une situation. En outre, les processus neurochimiques désensibilisent les voies hédoniques hyper-stimulées dans le cerveau, ce qui peut empêcher la persistance de niveaux élevés de sentiments positifs ou négatifs intenses . Le processus d'adaptation peut également se produire à travers la tendance des humains à construire des raisonnements élaborés pour se considérer comme floués selon un processus que le théoricien social Gregg Easterbrook (en) appelle le « déni d'abondance » .

## Principales approches théoriques

### Approche comportementale / psychologique
Le « hedonic treadmill » (« tapis roulant hédonique ») est inventé par Brickman et Campbell dans leur article « Hedonic Relativism and Planning the Good Society » (« Relativisme Hédonique et Planification de la Bonne Société » ) (1971), décrivant la tendance des gens à maintenir un niveau de stabilité relativement égal malgré les événements externes et les fluctuations dans le contexte démographique. L'idée du bonheur relatif existait depuis des décennies quand, en 1978, Brickman et al. a commencé à aborder le plaisir hédonique dans le cadre de la théorie du niveau d'adaptation de Helson, qui soutient que la perception de la stimulation dépend de la comparaison des stimulations antérieures. Le tapis roulant hédonique fonctionne de la même manière que la plupart des adaptations qui servent à protéger et améliorer la perception. Dans le cas de la réaction hédonique [NdT : la recherche de plaisir], la sensibilisation ou la désensibilisation aux circonstances ou à l'environnement peut rediriger la motivation. Cette réorientation fonctionne pour se protéger contre la complaisance, mais aussi pour accepter des circonstances immuables et rediriger les efforts vers des objectifs plus efficaces. Frederick et Lowenstein classent trois types de processus dans l'adaptation hédonique: déplacement des niveaux d'adaptation, désensibilisation et sensibilisation. Le changement des niveaux d'adaptation se produit lorsqu'une personne subit un changement dans ce qui est perçu comme un stimulus «neutre», mais maintient une sensibilité aux différences de stimulus. Par exemple, si Sam obtient une augmentation, il sera d'abord plus heureux, puis habitué à un plus gros salaire et retournera à son point de consigne de bonheur. Mais il sera toujours heureux quand il recevra un bonus de vacances. La désensibilisation diminue la sensibilité en général, ce qui réduit la sensibilité au changement. Ceux qui ont vécu dans des zones de guerre pendant de longues périodes peuvent être désensibilisés à la destruction qui se produit quotidiennement et être moins touchés par la survenue de blessures graves ou de pertes qui ont pu être choquantes et bouleversantes. La sensibilisation est une augmentation de la réponse hédonique de l'exposition continue, comme le plaisir accru et la sélectivité des connaisseurs pour le vin ou la nourriture.
Brickman, Coates et Janoff-Bulman, ont été parmi les premiers à enquêter sur l'adaptation hédonique dans leur étude de 1978, « Lottery Winners and Accident Victims: Is Happiness Relative? » (« Les gagnants de loterie et les victimes d'accidents: Le bonheur relatif ? »). Les gagnants de loterie et les paraplégiques ont été comparés à un groupe de contrôle et comme prévu, la comparaison (avec les expériences passées et les communautés actuelles) et l'accoutumance (à de nouvelles circonstances) affectent les niveaux de bonheur de telle sorte que, après l'impact initial d’événements extrêmement positifs ou négatifs, les niveaux de bonheur  sont généralement revenus aux niveaux moyens. Cette étude basée sur des entretiens, bien que n'étant pas longitudinale, a marqué le début d'un vaste travail explorant la relativité du bonheur.
Brickman et Campbell ont à l'origine laissé entendre que tout le monde revient au même point d’équilibre neutre après un événement de vie émotionnellement significatif. Dans leur article « Beyond the Hedonic Treadmill, Revising the Adaptation Theory of Well-Being » (« Au-delà du tapis roulant hédoniste, révision de la théorie de l'adaptation du bien-être ») (2006), Diener, Lucas et Scollon concluent que les gens ne sont pas neutres du point de vue hédonique et que les individus ont des points d’équilibre différents qui sont au moins partiellement héritables. Ils ont également conclu que les individus peuvent avoir plus d'un point d’équilibre de bonheur, comme un point d’équilibre concernant leur satisfaction quant à leur vie en général et un point d’équilibre subjectif relatif à leur bien-être, et qu'à cause de cela, le niveau de bonheur ne correspond pas seulement à un point donné mais peut varier à l’intérieur d’une certaine fourchette. Diener et ses collègues se réfèrent à leurs recherches longitudinales et transversales pour affirmer que le point d’équilibre du bonheur peut changer, et enfin que les individus varient dans le taux et l'étendue de l'adaptation dont ils sont capables pour s’adapter aux circonstances.
Dans une étude longitudinale menée par Mancini, Bonnano et Clark, les personnes interrogées ont montré des différences individuelles dans la façon dont ils réagissaient aux événements importants de la vie, tels que le mariage, le divorce et le veuvage. Ils ont reconnu que certains individus connaissent des changements substantiels de leur point d’équilibre hédonique au fil du temps, bien que la plupart des autres ne le fassent pas, et soutiennent que ce point d’équilibre peut être relativement stable tout au long de la vie d'un individu, mais les points d’équilibre concernant la satisfaction quant à la vie en général et le point d’équilibre subjectif relatif au bien-être sont plus variables.
De même, l'étude longitudinale menée par Fujita et Diener (2005) a décrit un seuil de satisfaction dans la vie comme une «ligne de référence souple». Cela signifie que pour la plupart des gens, cette ligne de référence est similaire à leur ligne de référence hédonique. En règle générale, notre estime de la satisfaction de nos vies fluctue autour d'un point fixe pour la majorité de notre existence et ne change pas radicalement. Cependant, pour environ un quart de la population, ce point d’équilibre n'est pas stable et se déplace effectivement en réponse aux événements majeurs de nos existences. D'autres données longitudinales ont montré que les points d’équilibre subjectifs du bien-être changent avec le temps et que l'adaptation n'est pas nécessairement inévitable. Dans son analyse des données d'archives, Lucas a trouvé des preuves qu'il est possible que le point d’équilibre subjectif du bien-être de quelqu'un change radicalement, comme dans le cas d'individus qui ont une invalidité sévère à long terme. Cependant, comme le soulignent Diener, Lucas et Scollon, la quantité de fluctuation qu'une personne éprouve autour de son point d’équilibre dépend en grande partie de sa capacité d'adaptation.
Après avoir suivi plus d'un millier de séries de jumeaux pendant 10 ans, Lykken et Tellegen (1996) ont conclu que près de 50% de nos niveaux de bonheur sont déterminés par la génétique. Headey et Wearing (1989) ont suggéré que notre position sur le spectre des traits de personnalité stables (névrotisme, extraversion et ouverture à l'expérience) explique comment nous vivons et percevons les événements de la vie et contribue indirectement à nos niveaux de bonheur. La recherche sur le bonheur a traversé des décennies et des cultures croisées afin de tester les vraies limites de notre point de consigne hédonique.

## Principales conclusions empiriques
En général, il existe des preuves contradictoires sur la validité de l'adaptation hédonique, à savoir, est-ce que les gens reviennent toujours à un niveau de bonheur de base ou est-ce que certains événements ont la capacité de changer cette ligne de référence pour de bon ? Alors que certains chercheurs pensent que les événements de la vie changent la base de référence des gens pour de bon au cours de leur vie, d'autres pensent que les gens reviendront toujours à leur base de référence.
Lors de récentes études par panel, le divorce, le décès d'un conjoint, le chômage, l'invalidité et d'autres événements similaires ont modifié le bien-être subjectif à long terme, même si certaines adaptations se produisent et que des facteurs innés affectent cette situation.
À l'échelle macroscopique, le paradoxe d'Easterlin peut être vu comme une conséquence de l'adaptation hédonique. Il s'agit de la thèse selon laquelle le produit intérieur brut par habitant est décorrélé du niveau de bonheur individuel déclaré. Cependant d'autres recherches ultérieures, à la suite de l'augmentation des données disponibles, ont contesté cette idée. Notamment en 2008, l'étude de Justin Wolfers et Betsey Stevenson, a trouvé un lien entre PIB par habitant et degré de satisfaction des individus.
Dans l'étude Brickman précitée (1978), des chercheurs ont interviewé 22 gagnants de loterie et 29 paraplégiques afin de déterminer leur changement de niveau de bonheur selon l’événement qui a marqué leur vie (loterie gagnante ou paralysie). L'événement dans le cas des gagnants à la loterie avait eu lieu entre un mois et un an et demi avant l'étude, et dans le cas des paraplégiques entre un mois et un an. Le groupe des gagnants à la loterie a déclaré être aussi heureux avant et après l'événement, et devrait avoir un niveau de bonheur similaire après quelques années. Ces résultats montrent qu'un gain monétaire important n'a eu aucun effet sur leur niveau de bonheur de référence, tant pour leur bonheur présent que pour celui qu’ils projetaient dans le futur. Ils ont constaté que les paraplégiques rapportaient avoir un niveau de bonheur plus élevé dans le passé que les autres (en raison d'un effet nostalgique), un niveau de bonheur plus faible au moment de l'étude que les autres (bien qu'au-dessus du point central de l'échelle c'est-à-dire qu'ils ont rapporté être plus heureux que malheureux) et, étonnamment, ils s'attendaient aussi à avoir des niveaux de bonheur similaires à ceux des autres après quelques années. Il faut noter que les paraplégiques ont connu une diminution initiale du bonheur ressenti dans leur vie, mais la clé de leurs conclusions est qu'ils s'attendaient à revenir finalement à leur niveau de référence dans le temps.
Dans une étude plus récente (2007), gagner un prix de loterie de taille moyenne a eu un effet bénéfique sur le bien-être mental de 1,4 points du General Health Questionnaire (en) sur les Britanniques, même deux ans après l'événement.
Certaines recherches suggèrent que les points d’équilibre hédoniques peuvent potentiellement être augmentés avec de nouveaux composés comme le NSI-189 (en). Cela pourrait potentiellement avoir des implications critiques pour le traitement de la dysthymie et de la dépression. D'autres recherches suggèrent que la résilience à la souffrance est en partie due à une diminution de la réponse de la peur dans l'amygdale et à des niveaux accrus de BDNF dans le cerveau. De nouvelles recherches génétiques ont montré que changer un gène pouvait augmenter l'intelligence et la résilience face aux événements déprimants et traumatisants. Cela pourrait avoir des avantages cruciaux pour ceux qui souffrent d'anxiété et de stress post-traumatique.
Des recherches révèlent que certains types d'entraînement cérébral peuvent augmenter la taille du cerveau. Le volume de l'hippocampe peut affecter l'humeur, les points d’équilibre hédoniques, certaines formes de mémoire. Un hippocampe plus petit a été associé à la dépression et à la dysthymie. Certaines activités et certains facteurs environnementaux peuvent réinitialiser le point d’équilibre hédonique et également augmenter l'hippocampe dans une certaine mesure. L'hippocampe des chauffeurs de taxi londoniens se développe grâce à leur travail [d’orientation, NdT] et ils ont une meilleure mémoire que ceux qui ne sont pas devenus chauffeurs de taxi. En particulier, l'hippocampe postérieur semblait être le plus important pour améliorer l'humeur et la mémoire.
Lucas, Clark, Georgellis et Diener (2003) ont étudié les changements du niveau de bien-être de base en raison de la situation matrimoniale, de la naissance d’un premier enfant ou d’un licenciement. Alors qu'ils ont découvert qu'un événement négatif peut avoir un impact plus important sur l'état psychologique et le bonheur d'une personne qu'un événement positif, ils ont finalement conclu que les gens s'adaptent complètement, retournent à leur niveau de bien-être, après un divorce, la perte d’un conjoint, la naissance d'un enfant et pour les femmes qui perdent leur emploi. Ils n'ont pas trouvé de retour à la ligne de référence après un mariage ou après un licenciement chez les hommes. Cette étude a également démontré que la quantité d'adaptation qui se produit repose largement sur une base individuelle.
Wildeman, Turney, Schnittker (2014) ont étudié les effets de l'emprisonnement sur le niveau de bien-être de base. Ils ont étudié comment le fait d'être en prison affecte le niveau de bonheur à court terme (en prison) et à long terme (après avoir été libéré). Ils ont constaté que le fait d'être en prison a des effets négatifs sur le bien-être de référence ; en d'autres termes, la fourchette de capacité au bonheur est plus basse en prison que lorsqu'on n'est pas en prison. Une fois que les gens ont été libérés de prison, ils ont pu rebondir vers leur niveau de bonheur précédent.
Silver (1982) a étudié les effets d'un accident traumatique sur le niveau de bonheur de référence. Silver a constaté que les victimes d'accident étaient capables de retourner à un point d’équilibre de bonheur après une certaine période de temps. Pendant huit semaines, Silver a suivi des victimes d'accident qui avaient subi de graves blessures à la moelle épinière. Environ une semaine après leur accident, Silver a observé que les victimes éprouvaient des émotions négatives beaucoup plus fortes que les émotions positives. À la huitième et dernière semaine, les émotions positives des victimes l'emportaient sur leurs émotions négatives. Les résultats de cette étude suggèrent que, peu importe si l'événement marquant est significativement négatif ou positif, les gens reviendront presque toujours à leur niveau de bonheur de référence.
Fujita & Diener (2005) ont étudié la stabilité du niveau de bien-être subjectif au fil du temps et ont constaté que, pour la plupart des gens, il existe un intervalle relativement petit à l’intérieur duquel leur niveau de satisfaction varie. Ils ont demandé à un panel de 3.608 résidents allemands d'évaluer la satisfaction actuelle et globale de leur vie sur une échelle de 0-10, une fois par an pendant dix-sept ans. Seuls 25 % des participants ont montré des changements dans leur niveau de satisfaction au cours de l'étude, avec seulement 9 % des participants ayant connu des changements significatifs. Ils ont également constaté que ceux qui avaient un niveau de satisfaction moyen de leur vie plus élevé avaient des niveaux de satisfaction plus stables que ceux dont les niveaux de satisfaction étaient plus faibles .

## Applications

### Point d’équilibre du bonheur
Le concept du point d’équilibre du bonheur (proposé par Sonja Lyubomirsky ) peut être appliqué en psychologie clinique pour aider les patients à revenir à leur point d’équilibre hédonique lorsque des événements négatifs se produisent. Déterminer quand quelqu'un est mentalement éloigné de son point d’équilibre du bonheur et quels événements déclenchent ces changements peut être extrêmement utile dans le traitement d’état tels que la dépression. Lorsqu'un changement survient, les psychologues cliniciens travaillent avec les patients pour récupérer de leur phase dépressive et revenir plus rapidement à leur point d’équilibre hédonique. Parce que les actes de gentillesse favorisent souvent le bien-être à long terme, une méthode de traitement consiste à fournir aux patients différentes activités altruistes qui peuvent aider une personne à élever son point d’équilibre hédonique,. Cela peut à son tour aider à réduire les pratiques à risque dans la poursuite du bien-être . En outre, aider les patients à comprendre que le bonheur à long terme est relativement stable tout au long de la vie peut aider à atténuer l'anxiété entourant les événements marquants.

### Recherche sur la résilience
L'adaptation hédonique est également pertinente pour la recherche sur la résilience. La résilience est une «classe de phénomènes caractérisés par des schémas d'adaptation positive dans le contexte d'adversités ou de risques significatifs», ce qui signifie que la résilience est en grande partie la capacité de rester à son niveau hédonique tout en traversant des expériences négatives. Les psychologues ont identifié divers facteurs qui contribuent à la résilience d'une personne, comme des relations d'attachement positives (voir Théorie de l'attachement), des perceptions positives de soi, des compétences autorégulatrices (voir Régulation émotionnelle), des liens avec des organisations encourageant la sociabilité et une vision positive de la vie . Ces facteurs peuvent contribuer à maintenir un équilibre du bonheur, même face à l'adversité ou des événements négatifs.

## Critiques
Une critique faite au sujet de notre point d’équilibre individuel est de comprendre qu'il peut simplement n’être qu’une tendance génétique et non un critère complètement déterminé permettant l’accès au bonheur, et qu’il peut encore être influencé. Dans une étude portant sur l'absorption modérée à excessive de médicaments sur des rats, Ahmed et Koob (1998) ont cherché à démontrer que l'utilisation de drogues psychotropes comme la cocaïne pouvait modifier le point d’équilibre hédonique d'un individu. Leurs résultats suggèrent que l'usage de drogue et la dépendance mènent à des adaptations neurochimiques par lesquelles une personne a besoin de davantage de cette substance pour ressentir le même niveau de plaisir. Ainsi, l'abus de drogues peut avoir des impacts durables sur son point d’équilibre hédonique, à la fois en termes de bonheur global et en ce qui concerne le plaisir ressenti par l'usage de drogues.
Les racines génétiques du point d’équilibre hédonique sont également contestées. Sosis (2014) a soutenu que l'interprétation des études sur les jumeaux renvoyant à un syndrome d' « Adaptation hédonique » repose sur des hypothèses douteuses. Les paires de jumeaux identiques mis en avant ne sont pas nécessairement placés dans des environnements sensiblement différents. Les similitudes entre les jumeaux (disons tels que l'intelligence ou la beauté - en réalité il y en a trop à prendre en compte) peuvent provoquer des réactions similaires de la part de l'environnement. Ainsi, nous pourrions voir une similitude notable dans les niveaux de bonheur entre jumeaux même s'il n'y avait pas de gènes du bonheur régissant directement les niveaux d’affects, car ils gouvernent d'autres choses, ce qui rend les niveaux de bonheur similaires (intelligence ou beauté). En d'autres termes, les sujets de ces études pourraient connaître des niveaux de bonheur similaires, même si la génétique ne régit pas directement ces niveaux de bonheur.
En outre, l'adaptation hédonique peut être un phénomène plus commun lorsqu'il s'agit d'événements positifs par opposition à des événements négatifs. Le biais de négativité, où les gens ont tendance à se concentrer davantage sur les émotions négatives que sur les émotions positives, peut être un obstacle à l'élévation du point d’équilibre du bonheur. Les émotions négatives nécessitent souvent plus d'attention et sont généralement mieux rappelées, éclipsant toute expérience positive, même celles qui peuvent dépasser [en intensité, NdT] les expériences négatives,. Étant donné que les événements négatifs ont plus de pouvoir psychologique que les événements positifs, il peut être difficile de créer un changement positif durable.
Headey (2008) a conclu que le fait de posséder un point [locus] de contrôle interne et d’avoir des traits de personnalité «positifs» (notamment un faible névrotisme) sont les deux facteurs les plus importants qui affectent le bien-être subjectif. Headey a également constaté que l'adoption d'objectifs «à somme non nulle», ceux qui enrichissent les relations avec les autres et avec la société dans son ensemble (objectifs familiaux et altruiste), augmentent le niveau de bien-être subjectif. Inversement, attacher de l'importance aux objectifs de vie à somme nulle (succès professionnel, richesse et statut social) aura un impact négatif faible mais néanmoins statistiquement significatif sur le bien-être subjectif global des gens (même si la taille du revenu disponible d'un ménage a un petit impact positif sur le bien-être subjectif). La durée de l'éducation semble n'avoir aucun lien direct avec la satisfaction de vivre. Et, en contradiction avec la théorie du point d’équilibre, Headey n'a trouvé aucun retour à l'homéostasie après un handicap ou une maladie chronique. Ces événements invalidants sont permanents, et donc selon le modèle cognitif de la dépression, peuvent contribuer à des pensées dépressives et augmenter le névrotisme (un autre facteur identifié par Headey susceptible de diminuer le bien-être subjectif). [Selon lui] Le handicap semble être le facteur le plus important affectant le bien-être subjectif humain. L'impact de l'incapacité sur le bien-être subjectif serait presque deux fois plus important que celui du deuxième facteur le plus fort affectant la satisfaction de vivre - le trait de personnalité du névrotisme .